# New River (Kanawha River)
Der  New River ist der 515 Kilometer lange linke Hauptquellfluss des Kanawha River in den US-Bundesstaaten North Carolina, Virginia und West Virginia. Auf dem größten Teil seines Verlaufes durch West Virginia ist er als New River Gorge National River ausgewiesen. Über den Kanawha River und den Ohio River gehört der New River zum Einzugsgebiet des Mississippi Rivers.

## Lauf
Der New River entsteht aus dem Zusammenfluss von South Fork New River und North Fork New River in der Nähe von Boone im Ashe County in North Carolina. Er fließt dann nordostwärts in den Südwesten Virginias, an Galax  vorbei und durch eine Schlucht in den Iron Mountains. Weiter nördlich erreicht er den Pulaski County, wo er zum Claytor Lake aufgestaut wird. Unterhalb des Staudammes mündet der Little River ein und der Fluss strömt an Radford vorbei, ehe er in einem Durchbruchstal Walker Mountain passiert. Inzwischen änderte er seine Richtung nach Nordwesten und durch den Giles County und Narrows gelangt der Fluss nach West Virginia.
Dort wird der New River im Summers County zum Bluestone Lake gestaut. In diesen mündet von links der Bluestone River. Direkt unterhalb des Stausees verbindet sich von rechts das Wasser des Greenbrier River mit dem New River, der seinen Lauf durch die New River Gorge fortsetzt. Am Ende dieser Schlucht liegt die Stadt Fayetteville. Einige Kilometer nordwestlich von Fayetteville fließt der New River mit dem Gauley River und bildet so den Kanawha River.
Ein Flussabschnitt des South Fork New River und dessen Fortsetzung im eigentlichen New River (insgesamt 42 Kilometer Fließstrecke) sind in der Kategorie „Scenic“ („landschaftlich reizvoll“) als National Wild and Scenic River ausgezeichnet.

## Geschichte
Die erste Erkundung durch Europäer geht auf das Jahr 1671 zurück, als Abraham Wood eine Expedition zur Erkundung des Flusses aussendete. Ein früherer Name des Flusses ist deswegen „Wood’s River“.
Bei Fayetteville wird der Fluss von der 1977 erbauten New River Gorge Bridge überspannt, der zweithöchsten Straßenbrücke der Vereinigten Staaten.
Heute ist der Fluss vor allem zum Rafting beliebt, da der Fluss die Klasse II-IV und während der Schneeschmelze bis VI auf der Wildwasserschwierigkeitsskala erreicht.

## Städte am New River
- Boone, North Carolina (am South Fork New River)
- Jefferson, North Carolina
- Fairlawn, Virginia
- Fries
- Gauley Bridge, West Virginia
- Glen Lyn, Virginia
- Hinton, West Virginia
- Ivanhoe, Virginia
- Narrows, Virginia, Virginia
- Pearisburg, Virginia
- Parrott, Virginia
- Pembroke, Virginia
- Radford, Virginia
- Rich Creek, Virginia
- Thurmond, Virginia

## Geologie
Trotz seines Namens (new bedeutet im Deutschen neu) gilt der New River unter Geologen als einer der ältesten Flussläufe der Welt. Sein Alter wird auf zwischen 10 und 360 Millionen Jahre geschätzt. Es gibt allerdings keine Angaben, um eine genaue zeitliche Einordnung zu machen. Der New River folgt jedoch im Gegensatz zur Ausrichtung der Appalachen und den meisten anderen größeren Flüssen Virginias und North Carolinas nicht der West-Ost-Richtung, sondern fließt von Süden nach Norden. Dies deutet darauf hin, dass der Fluss vor der Auffaltung der Appalachen entstand. Diese Hypothese konnte allerdings bislang nicht zweifelsfrei bestätigt werden.

## Hydrologie
Der United States Geological Survey betreibt am New River in Glen Lyn, Virginia einen Pegel. Die langfristige durchschnittliche jährliche Abflussmenge dort beträgt 188 m³/s. Der höchste dort gemessene Durchfluss wurde 1987 mit 631 m³/s gemessen, der niedrigste Wert wurde 1976 mit 40 m³/s beobachtet.

## Namensvarianten
Nach den Angaben im Geographic Names Information System sind für den New River die folgenden Namensvarianten bekannt:
- Conhaway River
- Great Konhaway River
- Kanawha River
- Kunhaway River
- Mon-don-ga-cha-te
- Wood River
- Wood’s River
- Woods River

## Schutzgebiete am New River
Am New River sind die folgenden staatlichen Schutzgebiete ausgewiesen:
- Pisgah National Forest (am South Fork New River), North Carolina
- New River State Park (am South Fork New River), North Carolina
- New River Trail State Park, Virginia
- Shot Tower Historical State Park, Virginia
- Claytor Lake State Park, Virginia
- Jefferson National Forest
- Appalachian National Scenic Trail
- Bluestone State Park, West Virginia
- New River Gorge National River, ab 2021: New River Gorge National Park and Preserve, West Virginia[6]
- Babcock State Park, West Virginia
- Hawks Nest State Park, West Virginia
- Grandview State Park, West Virginia
- Little Beaver State Park, West Virginia